# Stazione di Vignate
La stazione di Vignate è una fermata ferroviaria posta sul tronco comune alle linee Milano-Bergamo e Milano-Venezia. Serve il centro abitato di Vignate.

## Storia
Fu costruita e aperta all'esercizio nel 1889.
Nel corso della sua storia, successero due fatti importanti:
- nel 1903 il cardinal Ferrari prese il treno delle 14 del giorno 18 aprile. Si fermò a Vignate e poco dopo consacrò la chiesa di Sant'Ambrogio[1]
- nel 1945 un cittadino vignatese che lavorava alla Pirelli fu arrestato dai tedeschi perché insieme ai suoi colleghi protestò rallentando i lavori della fabbrica, dopo una sosta al carcere di San Vittore venne trasportato su un carro bestiame per andare nei campi di concentramento. Accortosi che il treno stava passando per Vignate, lanciò un biglietto alla sua moglie dicendo che andava a morire nei lager. La famiglia, custodisce questo biglietto come "ricordo" del defunto parente[1]

Nei primi anni 2000, durante i lavori per il quadruplicamento dei binari tra Pioltello e Treviglio, il fabbricato originario fu abbattuto per fare spazio alla nuova coppia di binari.

## Strutture ed impianti
È dotata di un sottopassaggio e due binari passanti con due banchine dotate entrambe di pensilina e di altri due binari di servizio.
Entrambi i binari vengono utilizzati per le linee passanti S5 ed S6.

## Movimento
La fermata è servita dai convogli del servizio ferroviario suburbano di Milano: linea S5 (Varese-Treviglio) ed S6 (Novara-Treviglio), svolti da Trenord, nell'ambito di contratto stipulato con la regione Lombardia.